# 능곡초등학교
능곡초등학교는 대한민국 경기도 고양시 덕양구 토당동에 있는 공립 초등학교이다.

## 학교 연혁
- 1929년 10월 7일 고양군 지도공립보통학교(4년제) 개교설립인가 7월 13일
- 1938년 4월 1일 지도공립심상소학교로 개칭
- 1938년 4월 22일 6년제 인가
- 1941년 4월 1일 지도공립국민학교로 개칭
- 1943년 4월 1일 행주국민학교 분리
- 1955년 4월 7일 능곡국민학교로 개명
- 1971년 3월 1일 대곡국민학교  분리
- 1986년 3월 1일 병설유치원 2학급 인가
- 1988년 3월 1일 행신국민학교 분리
- 1991년 3월 1일 별관 교실 준공
- 1991년 12월 20일 별관 4개 교실 증축 및 화장실 2동 준공
- 1996년 3월 1일 능곡초등학교로 개명
- 2003년 8월 6일 다목적 체육관 준공
- 2009년 11월 21일 인조잔디 구장 완공
- 2017년 10월 12일 체육관 음향시설 리뉴얼
- 2018년 2월 28일 특별실 및 연구실 청정형 냉난방 복합기 설치(15개실 20개소)
- 2019년 3월 1일 제29대 윤숙영 교장 취임
- 2019년 4월 8일 운동장 인조잔디 리뉴얼 설치
- 2019년 8월 30일 신관 능이와 곡이의 쉼터 개장
- 2020년 2월 14일 제89회 졸업식(115명, 총 18,150명)
- 2020년 3월 1일 학급편성 27학급 편성(특수 2학급), 유치원 1학급

## 학교 상징
- 교화(校花) - 개나리 : 가장 먼저 봄을 알리는 기대와 희망을 뜻하는 꽃으로 능곡어린이들이 큰 꿈을 갖고 희망찬 미래를 위해 정진하기를 바라는 의미를 담고 있음
- 교목(校木) - 은행나무 : 예로부터 은행나무는 학문의 상징나무이며 생명력이 강하고 병충해가 없어 청렴의 의미를 담고 있는 나무로, 은행나무처럼 오랜 역사와 전통에 빛나는 능곡 어린이들이 열심히 공부하여 큰 인물이 되길 바라는 의미를 담고 있음

## 참고 자료
- 능곡초등학교 - 한국교육학술정보원 학교알리미